# Command & Conquer: Renegade
Command & Conquer: Renegade (afgekort: Renegade) is een first- en third-person shooter, ontwikkeld door Westwood Studios en uitgegeven door EA Games. Het is het enige spel van de Command & Conquer-serie dat een first-person gezichtsveld gebruikt. Het spel werkt onder Windows 98 en hoger.